# André Kagwa Rwisereka
Pour les articles homonymes, voir André Kaggwa et Kaggwa.
André Kagwa Rwisereka (né le 31 décembre 1949 à Rusenge, Nyaruguru, Province du Sud, Rwanda ; mort assassiné le 13 ou le 14 juillet 2010 à Butare) est un homme politique rwandais.

## Biographie
Exilé politique dans les années 1960, il s'installe au Congo-Léopoldville (l'actuelle République démocratique du Congo), où il obtient un diplôme d'éducation. Il est l'un des principaux membres du Front patriotique rwandais.
De retour au Rwanda, il devient propriétaire d’un bar à Butare, ville de sa province natale du Sud,.
Il se distance par la suite du Front patriotique rwandais. Il quitte le FPR en 2009 et, avec plusieurs autres anciens membres du parti, fonde, le 14 août, un parti d'opposition, le Parti vert démocratique. Il en est le premier vice-président,.
Le 13 juillet 2010, il est porté disparu à Butare, après avoir quitté son lieu de travail. Le lendemain, son corps est retrouvé près de la ville, décapité,. Le meurtre s'inscrit dans une série d'assassinats ou de tentatives d'assassinats frappant des opposants au gouvernement du président Paul Kagame, dans le contexte de la campagne électorale pour l'élection présidentielle du 9 août, dont le Parti vert avait par ailleurs été exclu,.